# Чапни
Чапни — село в Капанском районе Сюникской области Республики Армения, примерно в 9 км к северо-востоку от города Капана, на высоте 1000—1140 м над уровнем моря.

## История
Оно было включено в Зангезурский уезд Елизаветпольской губернии Российской империи. В советские годы входило в состав Зангезурского района Армянской ССР, а с 1930 года — в состав Капанского района. В 1959 году соседнее село Эркенанц было присоединено к Чапни. С 1995 года входит в состав Сюникской области.

## Население
В 2011 г. по результатам переписи постоянное население Чапни составляло 112 человек. Село было заселено армянами, население менялось с течением времени.
| Год           | 1831 | 1873 | 1897 | 1929 | 1939 | 1959 | 1970 | 1979 | 1989 | 2001 | 2011 |
| Число жителей | 69   | 246  | 400  | 231  | 239  | 157: | 137  | 77   | 67   | 126  | 112  |

## Экономика
С 1930 по 1959 гг. было подсобным хозяйством Зангезурского медного, а затем Медно-молибденового комбината. Население занимается сельским хозяйством.

## Историко-культурные сооружения
В селе есть церковь 1912 года, а рядом с селом — монастырь Хордзор.